# Catasetum lanciferum
Catasetum lanciferum là một loài thực vật có hoa trong họ Lan. Loài này được Lindl. mô tả khoa học đầu tiên năm 1841.

## Hình ảnh

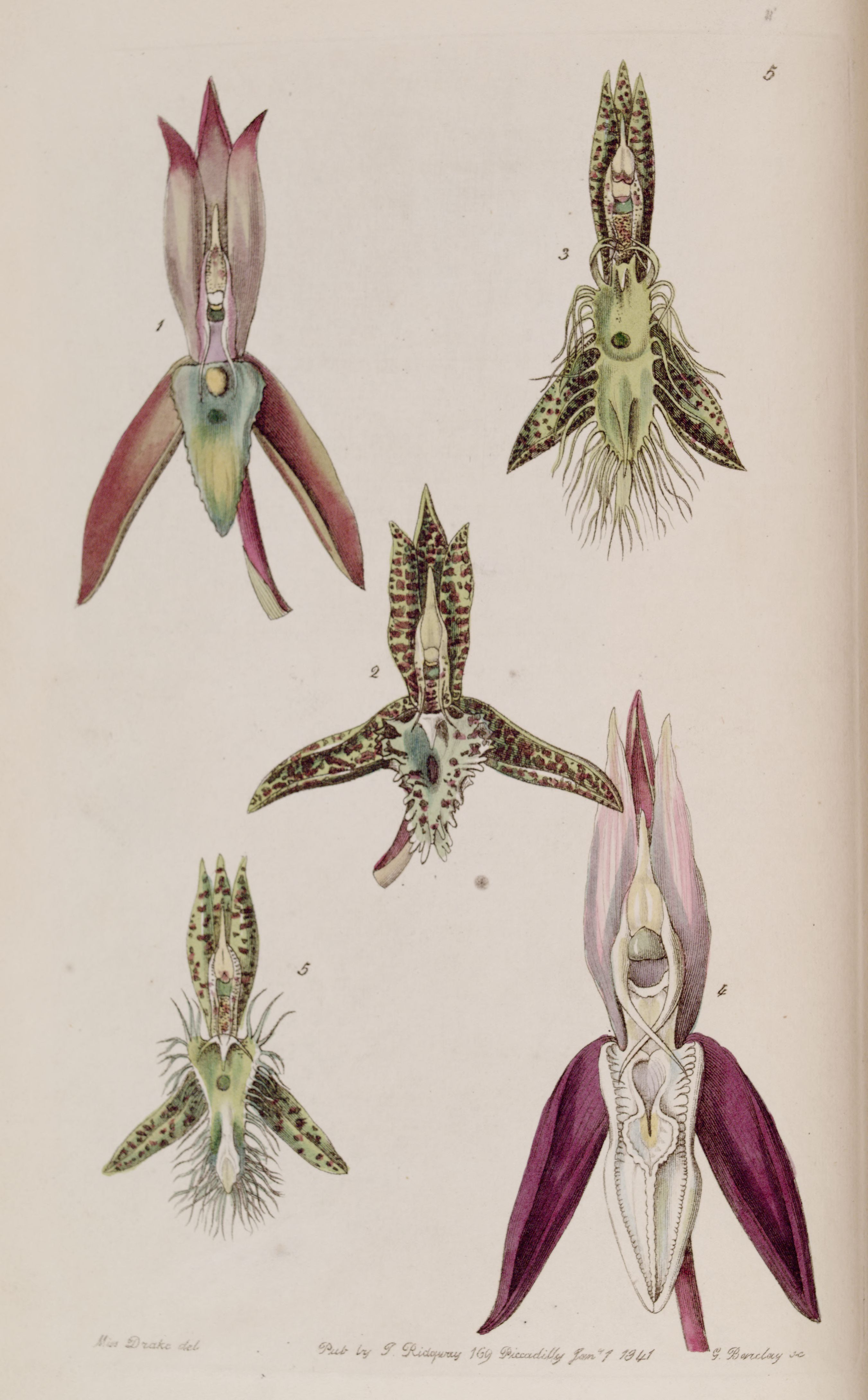